# Cataloipus klaptoczi
Cataloipus klaptoczi är en insektsart som beskrevs av Heinrich Hugo Karny 1917. Cataloipus klaptoczi ingår i släktet Cataloipus och familjen gräshoppor. Inga underarter finns listade i Catalogue of Life.